# Zhou Mu
Il re Zhou Mu (周穆王T, Zhōu Mù WángP) o Zhou Muwang, il suo nome personale era Ji Man (姬滿T, Jī MǎnP); fl. X secolo a.C.) fu il quinto sovrano cinese della dinastia Zhou.

## Vita
Re Mu salì al potere dopo la morte del padre Re Zhao
durante una campagna nel sud del paese. Fu il più importante imperatore cinese della Dinastia Zhou, e regnò tra il 976 e il 922 a.C.. Si presume che abbia vissuto fino all'età di 105 anni. Gli piaceva viaggiare, e in particolare visitare le montagne Kunlun durante il suo regno. Re Mu fu un sovrano molto ambizioso e poco saggio. Con il tentativo di conquistare l'ovest della Cina allo scopo di espandere la sua influenza verso ovest, la dinastia Zhou raggiunse la sua massima espansione. Nel suo sfrenato desiderio di conquista, condusse un immenso esercito contro le tribù native indiane Jung, che avevano a quei tempi colonizzato l'ovest della Cina.
I suoi viaggi gli consentirono di entrare in contatto con numerose tribù, allo scopo di conquistarle con la minaccia delle armi. Queste spedizioni furono più un fallimento che una conquista, ne prova il fatto che il sovrano tornò a casa solo con un bottino di quattro lupi e quattro cervi. Tale comportamento diffuse i semi dell'odio nelle popolazioni indiane, che per reazione invasero la Cina nel 771 a.C.
Una leggenda cinese racconta che Zhou Muwang sognava di essere un dio immortale. Era determinato a visitare il paradiso divino allo scopo di sperimentare il frutto dell'immortalità. Un abile postiglione di nome Tsao Fu, utilizzava il suo carro per trasportare l'imperatore a destinazione.
Nel Libro del Vuoto Perfetto (Liè Zĭ) scritto nel III secolo a.C. vi è una curiosa descrizione di un incontro tra re Mu e un ingegnere meccanico chiamato Yan Shi, un 'artefice', che avrebbe costruito e presentato al re un automa meccanico simile ad un essere umano.

## Informazioni personali
| Nome di Famiglia              | Ji (姬 jī) in cinese                                                |
| Nome dato                     | Man (滿 măn) in cinese                                              |
| Nome dell'Era                 | none                                                                |
| Padre                         | Zhou Zhao                                                           |
| Madre                         | Sconosciuta                                                         |
| Moglie                        | Sconosciuta                                                         |
| Figli                         | Re Gong di Zhou e Re Xiao di Zhou                                   |
| Durata approssimata del regno | 977 - 922 a.C.                                                      |
| Tomba                         | Sconosciuta                                                         |
| Nome del tempio               | Sconosciuto                                                         |
| Nome di Cortesia              | Sconosciuto                                                         |
| Nome postumo                  | Mo 穆 (pinyin mò wáng), il cui significato letterale è "venerabile" |